# Калімера
Калімера (італ. Calimera, сиц. Calimera) — муніципалітет в Італії, у регіоні Апулія,  провінція Лечче.
Калімера розташована на відстані близько 520 км на схід від Рима, 155 км на південний схід від Барі, 15 км на південний схід від Лечче.
Населення — 7207 осіб (2014).
Щорічний фестиваль відбувається 29 липня. Покровитель — Brizio.

## Демографія
Населення за роками:

Станом на 1 січня 2023 року в муніципалітеті офіційно проживало 139 іноземців з 27 країн, серед них 56 громадян країн Євросоюзу та 1 громадянин України.

## Сусідні муніципалітети
- Капрарика-ді-Лечче
- Карпіньяно-Салентино
- Кастрі-ді-Лечче
- Мартано
- Мартіньяно
- Мелендуньо
- Верноле
- Цолліно